# سيباستيان باكر
سيباستيان باكر (بالألمانية: Sebastian Backer) هو لاعب كرة قدم ألماني، ولد في 5 سبتمبر 1980 في ميونخ في ألمانيا. شارك مع منتخب ألمانيا تحت 16 سنة لكرة القدم. أما مع النوادي، فقد لعب مع آينتراخت براونشفايغ وبايرن ميونخ الثاني وبايرن ميونخ ونادي دويسبورغ.

## وصلات خارجية
- سيباستيان باكر على موقع قاعدة بيانات كرة القدم.إي يو (الإنجليزية)
- سيباستيان باكر على موقع بيانات كرة القدم. دي إي (الألمانية)
- سيباستيان باكر على موقع عالم كرة القدم.نت (الإنجليزية)